# 稼勢山
稼勢山（かせやま）は、徳島県勝浦町にある山である。標高501.4m。
地元では「横瀬富士」と称されている。また、勝浦町は雛人形が有名で、稼勢山を「お雛山」と呼んでいる。元々は「鹿背山」という字が当てられていた。
登山道は坂本地区から上ることが出来る他、三等三角点も坂本にある。